# 莫克瓜

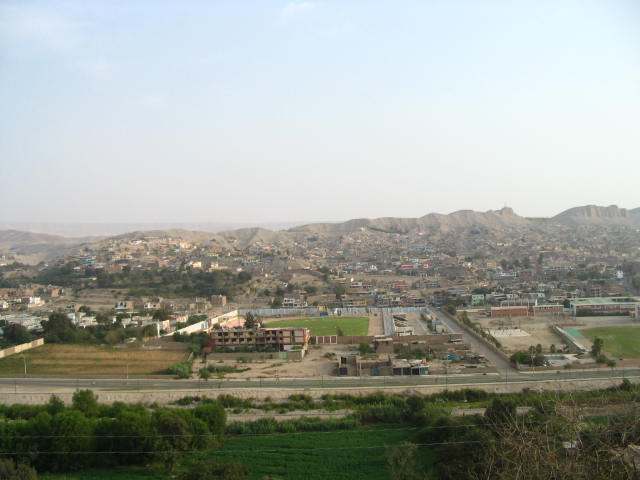

莫克瓜是秘魯的城市，位於該國南部，也是莫克瓜大區的首府，距離首都利馬1,144公里，始建於十六世紀，面積3,949平方公里，海拔高度1,410米，2007年人口170,480。

## 外部連結
- （西班牙文） Sur Noticias （页面存档备份，存于） - Southern Peru news website
- （西班牙文） Municipalidad de Moquegua （页面存档备份，存于） - Moquegua Municipality

17°12′S 70°56′W / 17.200°S 70.933°W